# Hemiceras hidulpha
Hemiceras hidulpha är en fjärilsart som beskrevs av William Schaus 1928. Hemiceras hidulpha ingår i släktet Hemiceras och familjen tandspinnare. Inga underarter finns listade i Catalogue of Life.